# 2 Pułk Piechoty Królestwa Prus

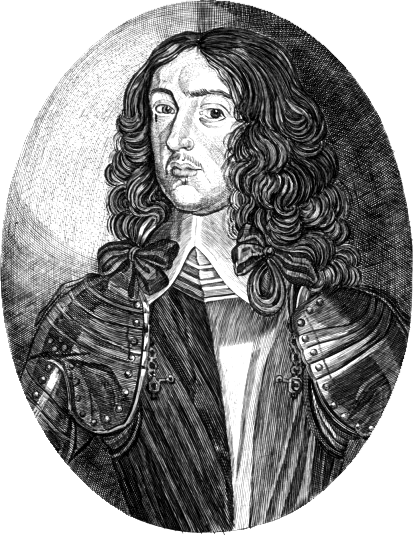
Bogusław Radziwiłł

2 Pułk Piechoty Królestwa Prus - pułk piechoty staropruskiej, sformowany 20 grudnia 1655 na terenie Pomorza i Nowej Marchii. Założycielem pułku był Fryderyk Wilhelm Hohenzollern (Wielki Elektor).
Przed wojną siedmioletnia walczył m.in. pod Zentą (1697).
Później przekształcony w 1 Pułk Grenadierów im. następcy tronu (1 Wschodniopruski).

## Szefowie pułku

### Przed powstaniem Królestwa
- 1656 książę Bogusław Radziwiłł, Friedrich Graf v. Dönhoff
- 1696 Otto Magnus Graf v. Dönhoff

### Po powstaniu Królestwa
- 1717 27.12. Erhard Ernst v. Roeder
- 1743 30.10. Samuel v. Schlichting
- 1750 12.06 Hans Wilhelm v. Kanitz